# Stigmella longisacca
Stigmella longisacca là một loài bướm đêm thuộc họ Nepticulidae. Nó được tìm thấy ở California.
Sải cánh dài 3.2-4.4 mm. There are two và possibly three generations per year.
Ấu trùng ăn Juglans species, bao gồm Juglans californica.Chúng ăn lá nơi chúng làm tổ.